# Wheatland (Pensilvania)
Wheatland es un borough ubicado en el condado de Mercer en el estado estadounidense de Pensilvania. En el año 2000 tenía una población de 748 habitantes y una densidad poblacional de 327 personas por km².

## Geografía
Wheatland se encuentra ubicado en las coordenadas 41°12′1″N 80°29′45″O / 41.20028, -80.49583

## Demografía
Según la Oficina del Censo en 2000 los ingresos medios por hogar en la localidad eran de $27,596 y los ingresos medios por familia eran $34,250. Los hombres tenían unos ingresos medios de $30,521 frente a los $18,409 para las mujeres. La renta per cápita para la localidad era de $15,365. Alrededor del 14.4% de la población estaba por debajo del umbral de pobreza.